# 崔佛·克里夫諾
特雷沃尔·克莱弗诺（法語：Trévor Clévenot，1994年6月28日—）是一名法國职业排球运动员，司职主攻。克莱弗诺效力于波蘭男子排球聯賽Aluron CMC瓦尔塔扎维尔切俱樂部和法国国家队，2021年與國家隊奪得東京奧運會金牌，2015年、2017年兩次获世界排球聯賽冠軍，2022年夺得世界男排联赛冠军。2024年在家鄉與國家隊奪得巴黎奧運會金牌。

## 經歷
- 法國代表：
  - 奧林匹克：2016年、2020年、2024年
  - 世界排球錦標賽：2018年、2022年
  - 男子排球國家聯賽：2018年 - 2024年
  - 歐洲排球錦標賽：2015年、2017年、2019年、2021年、2023年

## 運動成就

### 俱樂部
- 國內聯賽
  - 2021/2022  波蘭超級盃(Polish SuperCup)，與亞斯琴布斯基（英语：Jastrzębski Węgiel）
  - 2021/2022  波蘭男子排球聯賽，與亞斯琴布斯基（英语：Jastrzębski Węgiel）
  - 2022/2023  波蘭超級盃(Polish SuperCup)，與亞斯琴布斯基（英语：Jastrzębski Węgiel）
  - 2022/2023  波蘭男子排球聯賽，與亞斯琴布斯基（英语：Jastrzębski Węgiel）

### 國家青年隊
- 2011：  歐洲青少年男子排球錦標賽(CEV U19 European Championship)

### 個人獎項
- 2015： 法國排球聯賽 – 最佳接發球
- 2022： 男子排球國家聯賽 – 最佳主攻手
- 2024： 夏季奧林匹克運動會排球比賽 – 最佳主攻手

### 授勳
- 2021：  法國榮譽軍團勳章騎士
- 2024：  法國國家功績勳章軍官級

## 個人生活
他的父親：Alain Clévenot曾是一名排球選手。

## 外部連結
- Player profile （页面存档备份，存于） at LegaVolley.it （義大利語）
- Player profile （页面存档备份，存于） at PlusLiga.pl （波蘭語）
- Player profile在国际奥林匹克委员会的资料
- Player profile （页面存档备份，存于） at Volleybox.net

| 獎項                               | 獎項                                                        | 獎項                              |
| ---------------------------------- | ----------------------------------------------------------- | --------------------------------- |
| 前任： 約安迪·萊亞 米扎爾·庫比亞克 | 男子排球國家聯賽 最佳主攻手 2022 與 埃爾文·恩加佩斯共同獲獎 | 繼任： 亞歷山大·斯里夫卡 石川祐希 |
| 前任： 埃爾文·恩加佩斯 Egor Kliuka | 奧林匹克 最佳主攻手 巴黎 2024 與 埃爾文·恩加佩斯共同獲獎    | 繼任： 現任                       |